# Janowo (Rumia)
Janowo (kaszb. Rëmiô Janowò) – największa dzielnica Rumi, graniczy z Cisową. 
Latem 1939 otwarto nowe osiedle mieszkaniowe dla kolejarzy w Rumi-Janowie, składające się z 34 domków bliźniaczych, z których każdy posiadał dwa mieszkania, zabudowania gospodarcze i ogródek.
Na jej terenie znajdują się domy jednorodzinne, osiedla bloków mieszkalnych z wielkiej płyty oraz bloki nowego budownictwa, parki, sklepy, poczta, instytucje oświatowo-wychowawcze i biblioteka. Obecnie Janowo jest centrum kulturalnym Rumi. Głównymi osiami komunikacyjnymi dzielnicy jest ul. Dąbrowskiego. Połączenie z centrum miasta umożliwiają autobusy komunikacji miejskiej (linie nr. 87, R). Znajduje się tu również przystanek Szybkiej Kolei Miejskiej. 
W październiku 2022 otwarto węzeł integracyjny pod przystankiem Szybkiej Kolei Miejskiej, umożliwiający szybszy wjazd na drogę wojewódzką nr 468.